# Bellegarde (Gard)
Bellegarde is een gemeente in het Franse departement Gard (regio Occitanie). De plaats maakt deel uit van het arrondissement Nîmes en van het gemeentelijk samenwerkingsverband  Communauté de Communes Beaucaire Terre d'Argence. Bellegarde telde op 1 januari 2022 7.929 inwoners.

## Geschiedenis
De plaats ontstond in de 11e eeuw rond een feodaal kasteel. Bellegarde lag op de overgang tussen de riviervlakte van de Rhône en het plateau erboven. Tijdens de Albigenzische Kruistochten vormde het kasteel van Bellegarde een uitvalsbasis voor Simon van Montfort. Het kasteel werd vernield in 1570 toen een leger van Hendrik I van Montmorency het kasteel belegerde dat in handen was van de hugenoten. Het werd niet heropgebouwd. Stenen van het kasteel werden in de tweede helft van de 17e eeuw gebruikt voor de heropbouw van de dorpskerk.
In de tweede helft van de 19e eeuw kende Bellegarde een sterke bevolkingsgroei. Ook de riviervlakte van de Rhône raakte bebouwd. De oude dorpskerk werd afgebroken en een nieuwe, grotere kerk werd gebouwd. In 1901 kreeg de gemeente een treinstation. Dit sloot in 1948 voor vrachtvervoer en in 1951 voor reizigers.

## Geografie
De oppervlakte van Bellegarde bedroeg op 1 januari 2022 44,96 vierkante kilometer; de bevolkingsdichtheid was toen 176,4 inwoners per km².
Het Canal du Rhône à Sète loopt door de gemeente. Dit verbindt de Rhône met het Canal du Midi. Ook de autosnelweg A54 loopt door Bellegarde.

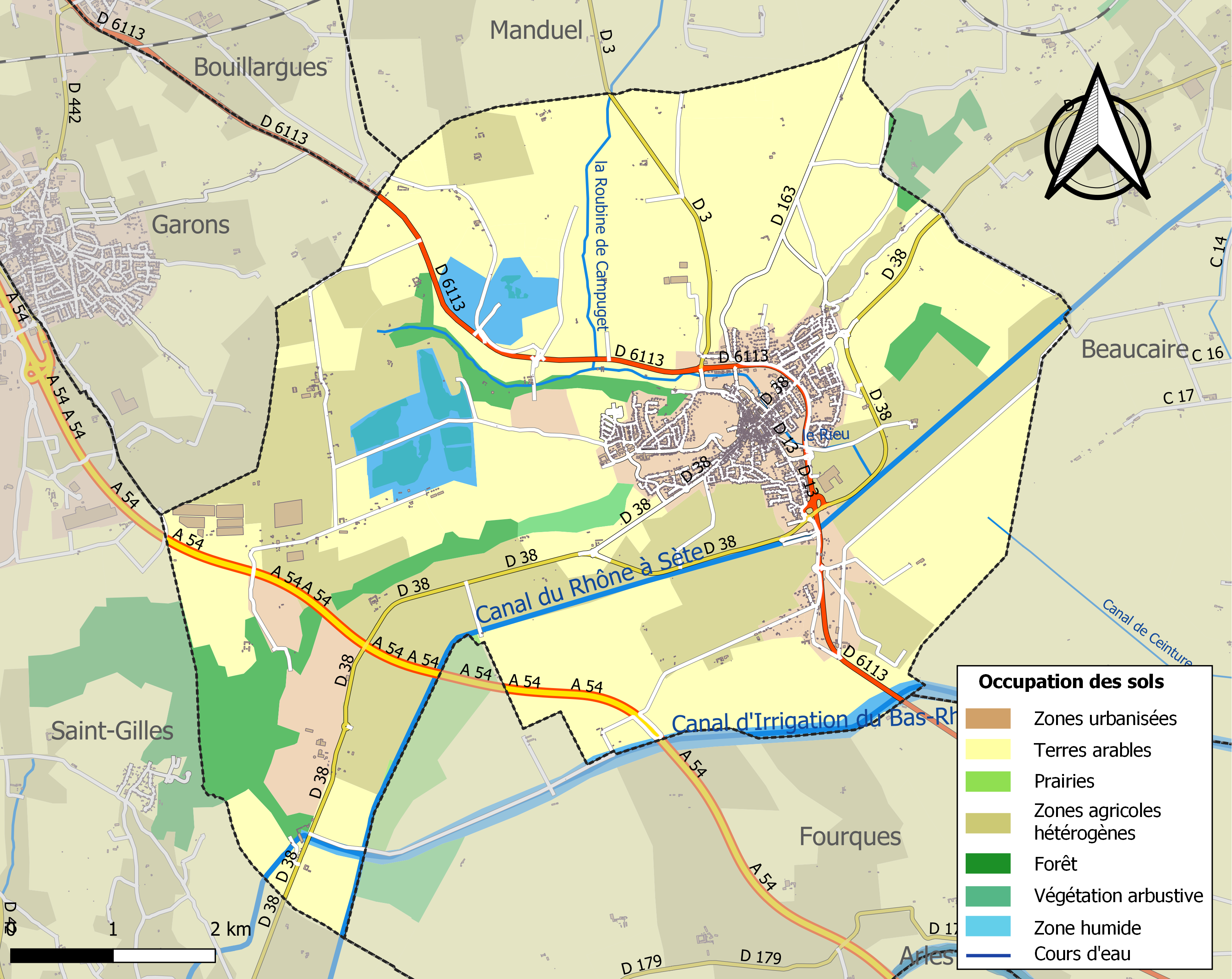
Kaart van de gemeente met belangrijkste infrastructuur, bodemgebruik en omliggende gemeenten

## Demografie
Onderstaande figuur toont het verloop van het inwonertal (bron: INSEE-tellingen).